# Aphodius tomentosus
Aphodius tomentosus (лат.) — вид пластинчатоусых жуков из подсемейства афодиин.
Имаго длиной 5—6 мм. Тело чёрное. Надкрылья иногда бурые или буро-рыжие. Ноги рыже-бурые. Жуки характеризуются следующими признаками: 1) наличник с хорошо развитой выемкой по переднему краю; 2) выступы щёк широко закруглены, чуть заметно выдаются вбок; 3) концы надкрылий опушены.

## Синонимы
В синонимику вида входят следующие биномены:
- Scarabaeus tomentosus O. F. Muller, 1776basionym
- Aphodius immundus Fabricius, 1801
- Scarabaeus lutarius Fabricius, 1792
- Aphodius tunicatus Reitter, 1894